# Bois cabri
Clerodendrum laciniatum
Pour les articles homonymes, voir Cabri (homonymie).
Espèce
Classification phylogénétique
Le bois cabri (Clerodendrum laciniatum) est une espèce de plantes à fleurs de la famille des Verbenaceae, ou des Lamiaceae selon la classification phylogénétique. C'est un arbuste endémique de l'île Rodrigues, dans l'océan Indien.

## Description
C'est un arbuste d'environ 4 m de haut, à écorce liégeuse. Les fleurs en forme d'entonnoir à cinq lobes, rose pâle ou blanches, sont très parfumées. Le fruit globuleux et charnu est jaune verdâtre et mesure environ 10–15 mm de diamètre.

## Informations complémentaires
Le terme « bois cabri » désigne parfois Agauria salicifolia à La Réunion et Clerodendrum heterophyllum à l'île Maurice.